# Бейнберрі (Теннессі)
Бейнберрі (англ. Baneberry) — місто (англ. city) в США, в окрузі Джефферсон штату Теннессі. Населення — 523 особи (2020).

## Географія
Бейнберрі розташоване за координатами 36°3′10″ пн. ш. 83°16′54″ зх. д. / 36.05278° пн. ш. 83.28167° зх. д. (36.052783, -83.281790).  За даними Бюро перепису населення США в 2010 році місто мало площу 4,71 км², з яких 4,71 км² — суходіл та 0,00 км² — водойми.

## Демографія
Згідно з переписом 2010 року, у місті мешкали 482 особи в 204 домогосподарствах у складі 155 родин. Густота населення становила 102 особи/км².  Було 249 помешкань (53/км²).
Расовий склад населення:
| - 98,8 % — білих - 0,4 % — чорних або афроамериканців - 0,2 % — корінних американців |

До двох чи більше рас належало 0,4 %. Частка іспаномовних становила 2,1 % від усіх жителів.
За віковим діапазоном населення розподілялося таким чином: 16,4 % — особи молодші 18 років, 59,7 % — особи у віці 18—64 років, 23,9 % — особи у віці 65 років та старші. Медіана віку мешканця становила 54,1 року. На 100 осіб жіночої статі у місті припадало 95,9 чоловіків;  на 100 жінок у віці від 18 років та старших — 94,7 чоловіків також старших 18 років.
Середній дохід на одне домашнє господарство  становив 82 084 долари США (медіана — 64 375), а середній дохід на одну сім'ю — 98 174 долари (медіана — 76 250). За межею бідності перебувало 7,7 % осіб, у тому числі 15,0 % дітей у віці до 18 років та 5,3 % осіб у віці 65 років та старших.
Цивільне працевлаштоване населення становило 212 осіб. Основні галузі зайнятості: освіта, охорона здоров'я та соціальна допомога — 17,9 %, мистецтво, розваги та відпочинок — 14,6 %, роздрібна торгівля — 13,2 %, науковці, спеціалісти, менеджери — 13,2 %.